# Хуарес (Чиуауа)
Хуарес (исп. Juárez) — муниципалитет в Мексике, штат Чиуауа с административным центром в одноимённом городе. Численность населения, по данным переписи 2010 года, составила 1 332 131 человек.

## Общие сведения
Название Juárez дано в честь национального героя, президента Мексики Бенито Хуареса.
Площадь муниципалитета равна 3547 км², что составляет 1,43 % от общей площади штата, а наивысшая точка — 1357 метров, расположена в поселении Колония-Луис-Рей.
Он граничит с другими муниципалитетами штата Чиуауа: на востоке с Гуадалупе, на юге с Аумадой, и на западе с Асенсьоном, а на севере проходит государственная граница с Соединёнными Штатами Америки.

## Учреждение и состав
Муниципалитет был образован в 1825 году, в его состав входит 101 населённый пункт, самые крупные из которых:
| Код INEGI | Населённый пункт                                                                        | Численность населения (2005 год) | Численность населения (2010 год) |
| --------- | --------------------------------------------------------------------------------------- | -------------------------------- | -------------------------------- |
| 037       | Всего                                                                                   | 1313338                          | 1332131                          |
| 0001      | Хуарес (исп. Juárez) 31°44′22″ с. ш. 106°29′13″ з. д.                                   | 1301452                          | 1321004                          |
| 0635      | Сан-Исидро (Рио-Гранде) (исп. San Isidro (Río Grande)) 31°32′54″ с. ш. 106°16′44″ з. д. | 2295                             | 3483                             |
| 0613      | Лома-Бланка (исп. Loma Blanca) 31°34′47″ с. ш. 106°17′55″ з. д.                         | 1699                             | 2169                             |
| 0633      | Самалаюка (исп. Samalayuca) 31°20′29″ с. ш. 106°28′42″ з. д.                            | 1126                             | 1474                             |
| 0634      | Сан-Агустин (исп. San Agustín) 31°30′56″ с. ш. 106°15′35″ з. д.                         | 1493                             | 1359                             |
| 0643      | Эль-Мильон (исп. El Millón) 31°27′24″ с. ш. 106°11′58″ з. д.                            | 823                              | 727                              |
| 0712      | Хесус-Карранса (исп. Jesús Carranza (La Colorada)) 31°29′33″ с. ш. 106°14′09″ з. д.     | 558                              | 509                              |

## Экономика
По статистическим данным 2000 года, работоспособное население занято по секторам экономики в следующих пропорциях: сельское хозяйство, скотоводство и рыбная ловля — 0,6 %, промышленность и строительство — 53,1 %, сфера обслуживания и туризма — 42,5 %, прочее — 3,8 %.

## Инфраструктура
По статистическим данным 2010 года, инфраструктура развита следующим образом:
- электрификация: 98,9 %;
- водоснабжение: 97,6 %;
- водоотведение: 97,9 %.

## Фотографии

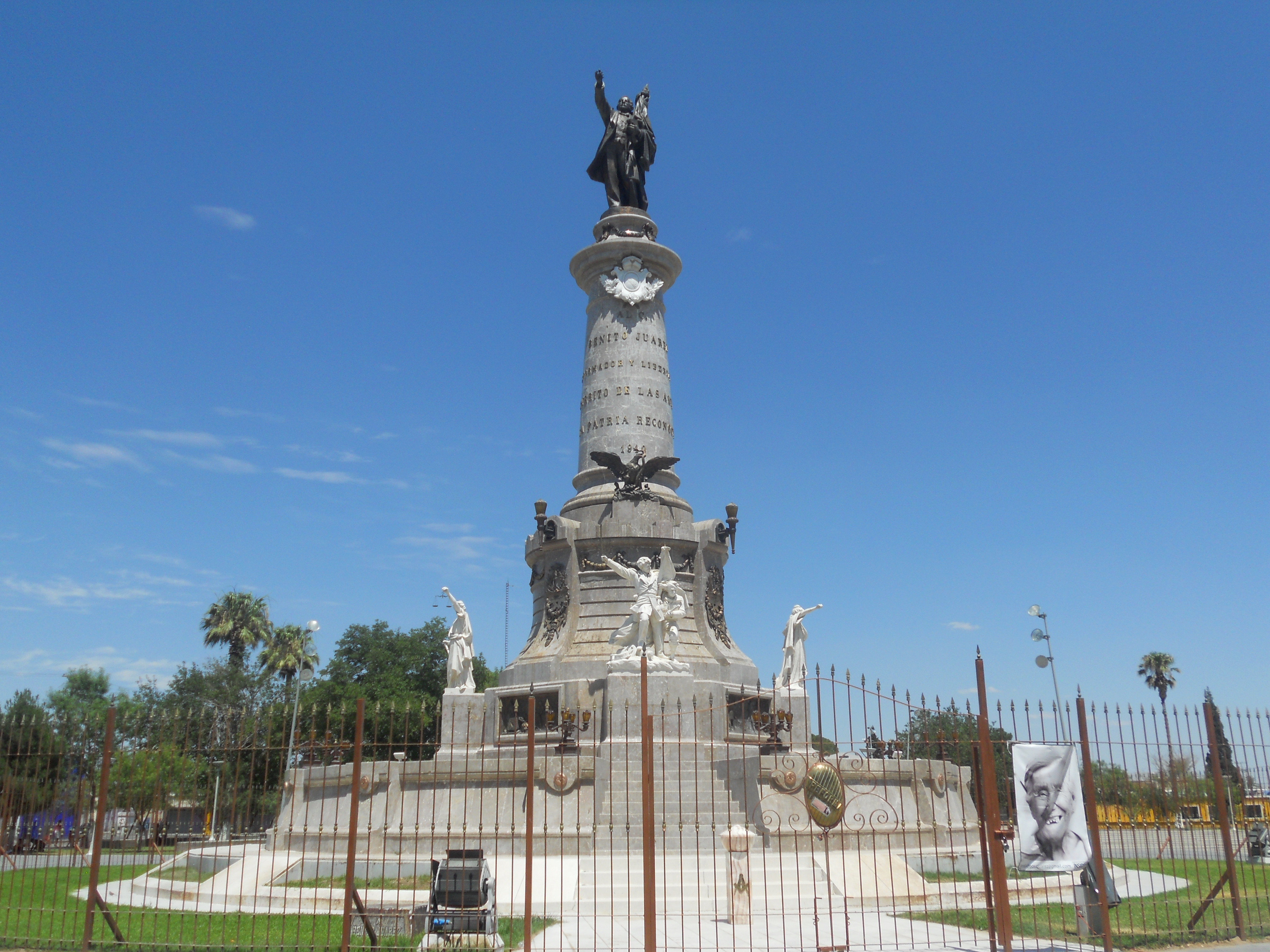
Монумент Бенито Хуаресу
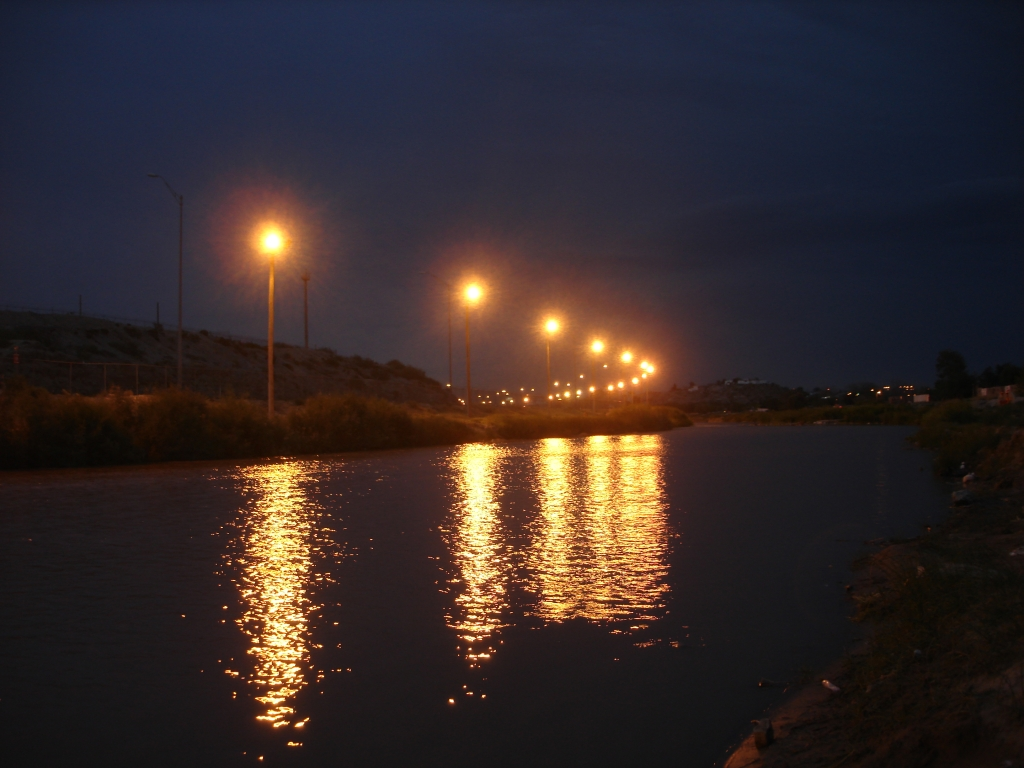
Рио-Браво
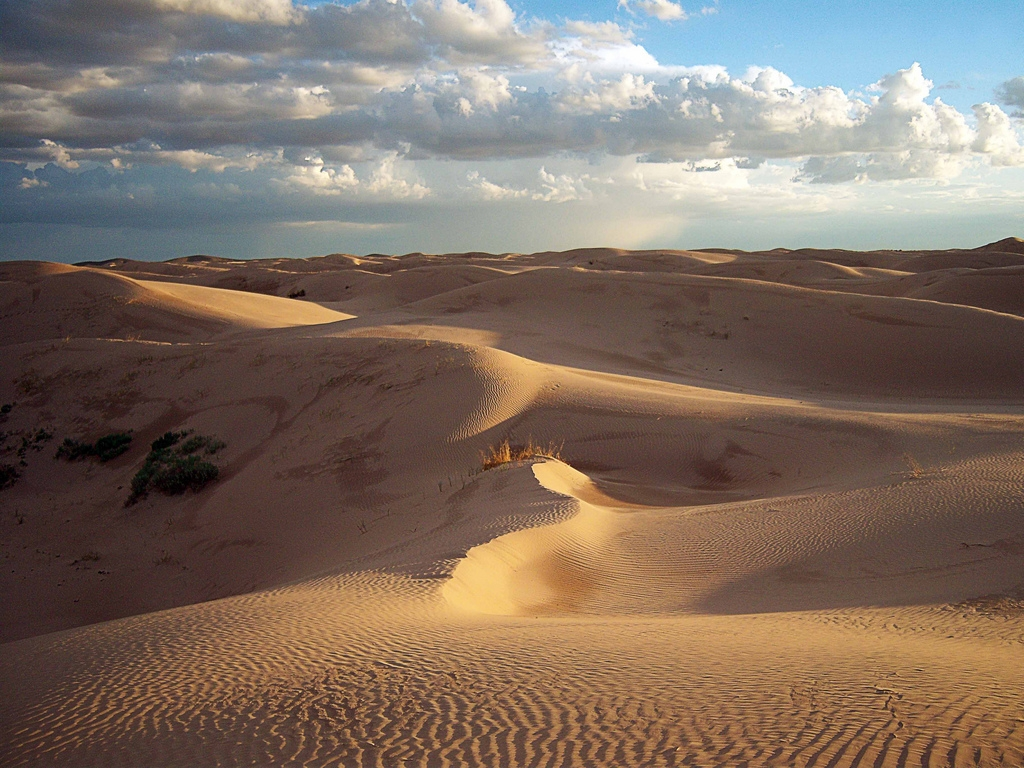
Дюны Самалаюка